# Hafenmarkt 7 (Esslingen)

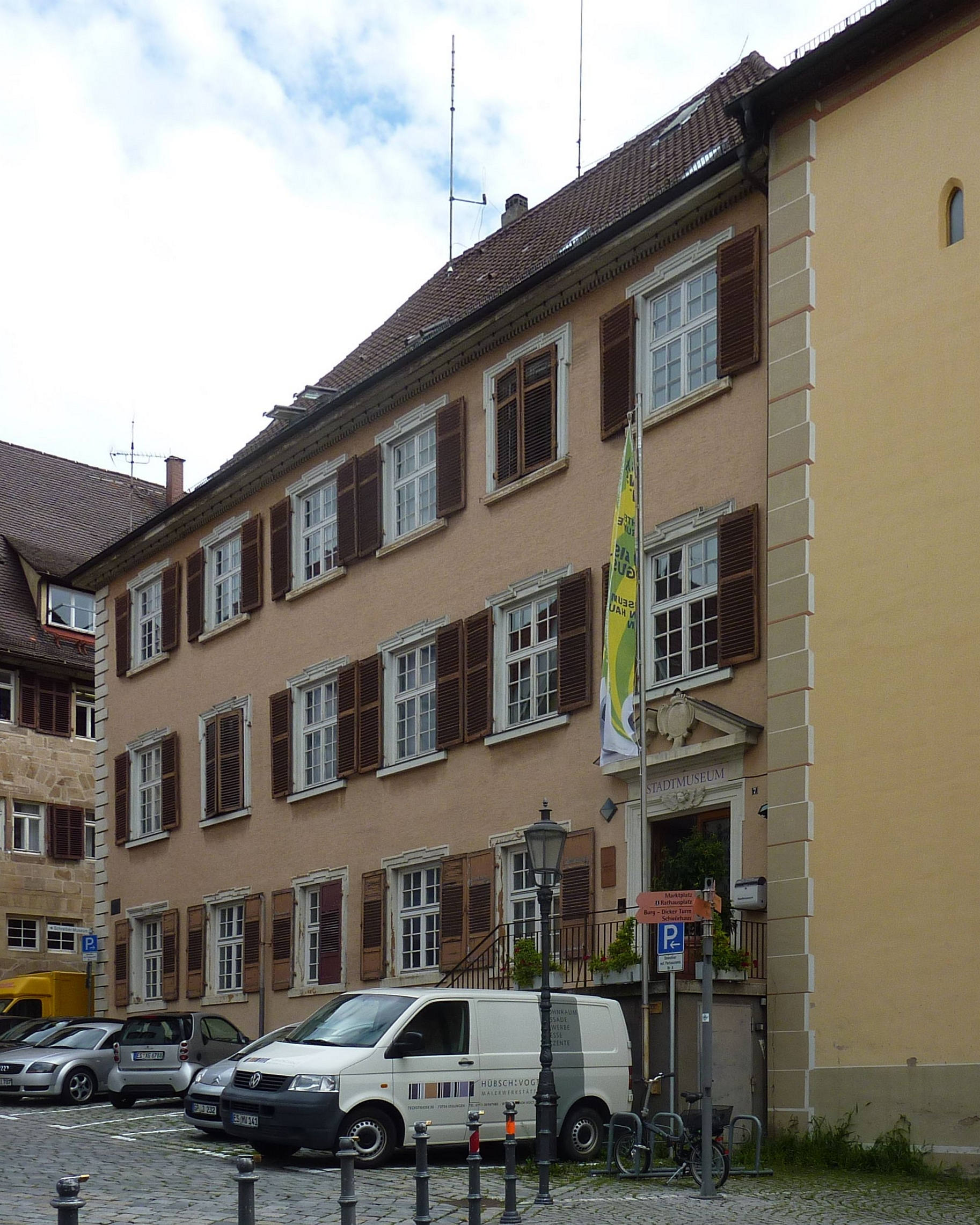
Fassade

Das Haus Hafenmarkt 7 in Esslingen am Neckar, auch Burgermeisterisches Haus genannt, ist ein Bauwerk aus dem frühen 18. Jahrhundert.

## Geschichte
Von einem Vorgängerbau, der bei einem Stadtbrand zerstört wurde, blieb der Keller erhalten. Darüber ließ der Esslinger Ratsherr und spätere Bürgermeister Paul Burgermeister aus Deizisau im Jahr 1702 ein zweigeschossiges Wohngebäude errichten, das 1859 für Ferdinand Schreiber um ein Geschoss erhöht wurde. Der von Jakob Ferdinand Schreiber gegründete Verlag betrieb in dem Gebäude von 1837 bis 1872 seine graphische Druckanstalt. Danach bewohnte bis 1911 der Komponist Christian Fink das Haus. In den Jahren 1977/78 wurde das Gebäude mit dem benachbarten Haus Hafenmarkt 9 verbunden; 1987 bis 1989 erfolgte ein Umbau und die Einrichtung des Stadtmuseums.
In Fachwerkbauweise errichtet, wirkt das Haus wegen seiner Putzquader an den Ecken und der geohrten Fensterrahmungen wie ein Steingebäude. Es besitzt ein barockes Portal mit Sprenggiebel und Knorpelwerkkartusche, die mit dem Monogramm „S“ und der Jahreszahl 1802 versehen ist und auf den damaligen Besitzer des Hauses, Christian Gottlieb Schöllkopf, hinweist.
In der Beletage sind die Räume in Enfilade angeordnet; in der nordwestlichen Ecke befindet sich ein Saal. Die Stuckdecke aus der Zeit der Erbauung des Hauses ist mit allegorischen Darstellungen der vier Jahreszeiten sowie in den vier Ecken mit Reichsadlern geschmückt. Der Mittelgang besitzt neobarocke Türeinfassungen und ist mit Schmuckplatten aus der zweiten Hälfte des 19. Jahrhunderts belegt.